# Лаги, Пио
Пи́о Ла́ги (итал. Pio Laghi; 21 мая 1922, Кастильоне-ди-Сицилия, королевство Италия — 11 января 2009, Рим, Италия) — итальянский куриальный кардинал и ватиканский дипломат. Титулярный архиепископ Мауриано с 24 мая 1969 по 28 июня 1991. Апостольский делегат в Иерусалиме и Палестине с 24 мая 1969 по 28 мая 1973. Апостольский про-нунций на Кипре с 28 мая 1973 по 27 апреля 1974. Апостольский нунций в Аргентине с 27 апреля 1974 по 10 декабря 1980. Апостольский делегат в США и постоянный наблюдатель при ОАГ с титулом апостольского нунция ad personam с 10 декабря 1980 по 26 марта 1984. Апостольский про-нунций в США с 26 марта 1984 по 6 апреля 1990. Про-префект Конгрегации католического образования с 6 апреля 1990 по 1 июля 1991. Префект Конгрегации католического образования и великий канцлер Папского Григорианского университета с 1 июля 1991 по 15 ноября 1999. Кардинал-дьякон с титулярной диаконией Санта-Мария-Аусилиатриче-ин-виа-Тусколана с 28 июня 1991 по 26 февраля 2002. Кардинал-протодьякон с 9 января 1999 по 26 февраля 2002. Кардинал-священник с титулом церкви Сан-Пьетро-ин-Винколи с 26 февраля 2002.

## Ранние годы и образование
Пио Лаги родился 21 мая 1922 году, в Кастильоне ди Форли, епархия Форли (теперь Форли-Бертиноро), Романья, Итальянское королевство. Лаги был самым младшим из пяти детей бедной семьи из сельской местности. В 1928 году семья переехала в Фаэнцу. Они жили в приходе Святого Стефана, где пасторы, отцы Барисани и Бальби, помогали семье финансово, а молодому Пио продолжать своё обучение. В дополнение к обучению, Пио работал обслуживающим персоналом в магазине Archimede, на пьяцца Фаэнца.
После окончания своего начального образования, Лаги вступил в 1933 году в институт Салезиан, Фаэнца (среднее образование). Обучался в семинарии Форли, Форли (философия), в Папской Римская семинарии, в Риме; на теологическом факультете Папского Латеранского университета, в Риме (докторантура в богословии, 1942 год, тезис по Сан Гвидо, аббату Помпозы; и каноническое право, 1950 год), а также в Папской Церковной Академии, Рим (дипломатия, 1952 год).

## Священник
Лаги был рукоположён в священника 20 апреля 1946 года, в соборе Фаэнцы, Джузеппе Баттальей — епископом Фаэнцы. Далее обучение в Риме, в 1946—1952 годах. В марте 1952 года поступил на дипломатическую службу Святого Престола, в Государственный секретариат. А затем служил секретарём апостольской нунциатуры в Никарагуа 1952—1955 годах. Секретарь и позднее аудитор в апостольской делегатуре в Соединённых Штатах Америки, в 1955—1961 годах. Аудитор апостольской нунциатуры в Индии, в 1961—1964 годах. Официал в Совете общих дел Церкви, в 1964—1969 годах. Придворный прелат Его Святейшества, 21 декабря 1965 года. В 1969 году, Лаги сформировал часть делегации Святого Престола на конференцию Организации Объединённых Наций по правам человека в Тегеране.

## Епископ-дипломат
24 мая 1969 года монсеньор Лаги был назначен апостольским делегатом Иерусалима и Палестины и титулярным архиепископом Маурианы. Лаги получил своё епископское рукоположение 22 июня 1969 года. Ординацию совершали в кафедральном соборе Святого Петра, в Фаэнце, кардинал Амлето Джованни Чиконьяни — кардинал-епископ субурбикарной епархии Фраскати, бывший государственный секретарь Святого Престола, которому помогали, в сослужении, соконсекраторы Агостино Казароли — титулярный архиепископ Картаго и Джузеппе Батталья — епископ Фаэнцы (который также рукополагал Лаги в священники). В течение пяти лет в Иерусалиме он служил как апостольский про-нунций на Кипре (28 мая 1973 года) и апостольским визитатором в Греции. 27 апреля 1974 года Лаги был назначен апостольским нунцием в Аргентине.
Папа римский Иоанн Павел II назначил его апостольским делегатом (10 декабря 1980 года) и постоянным наблюдателем в Организации американских государств, с титулом апостольский нунций ad personam, а позднее (26 марта 1984 года) апостольским про-нунцием в Соединённых Штатах Америки, когда дипломатические отношения были установлены, где ему было поручено установление связей с консерваторами по ключевым позициям, типа кардинала Бернарда Фрэнсиса Лоу в Бостоне и кардинала Джона Джозефа О’Коннора в Нью-Йорке.

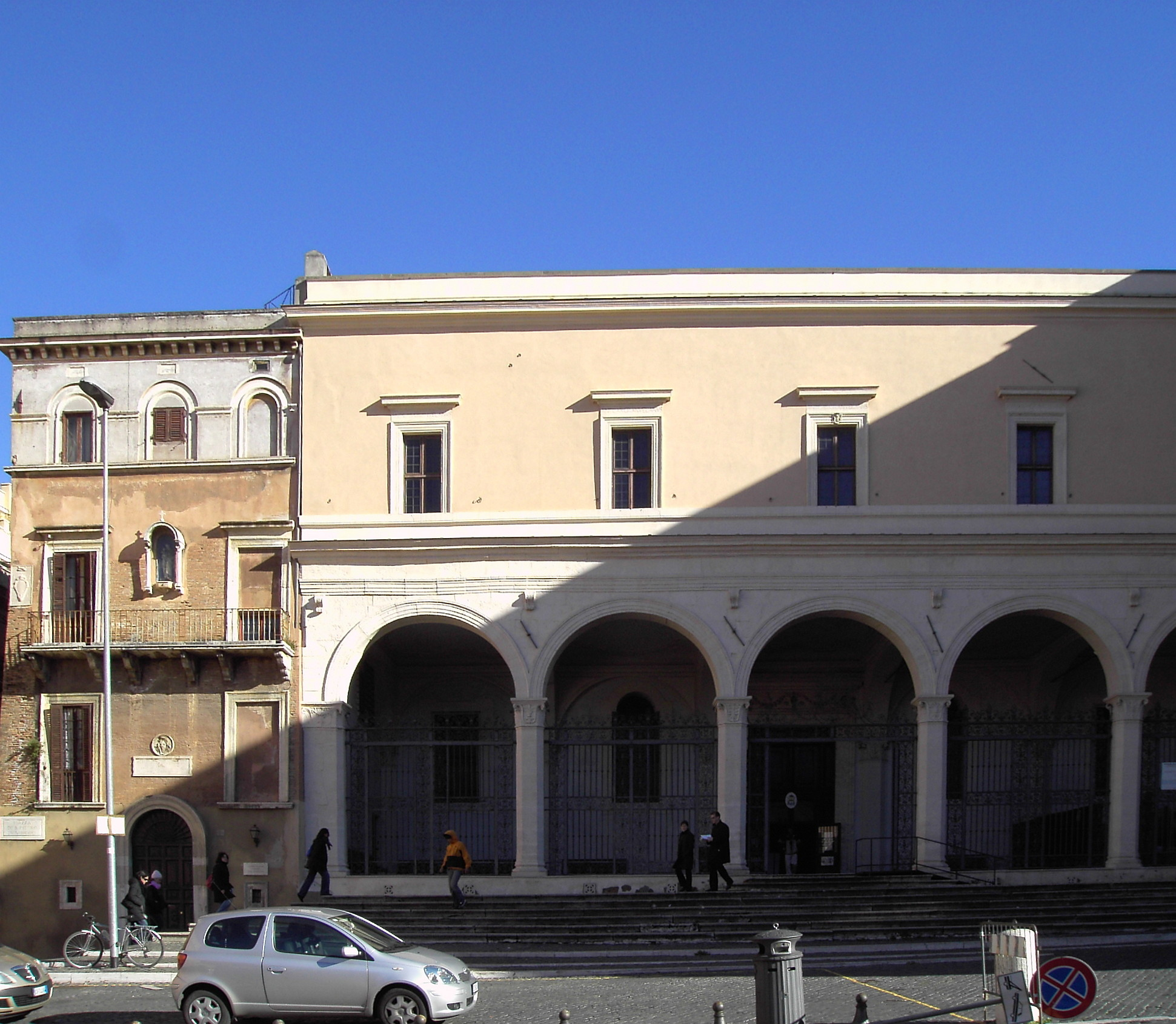
Базилика Сан Пьетро ин Винколи — титулярная церковь кардинал Пио Лаги

## Кардинал в Римской Курии
6 апреля 1990 года, Иоанн Павел II назначил Лаги про-префектом Конгрегации католического образования, и возвёл его в кардиналы-дьяконы с титулярной диаконией Санта-Мария-Аусилиатриче-ин-виа-Тусколана на консистории от 28 июня 1991, несмотря на подверживание критикой авторами Аргентины за его связи с прошлой диктатурой и «грязной войной». Через пару дней 1 июля 1991 года Лаги был назначен полным префектом конгрегации.

## Возможный папабиль
26 декабря 1994 года, американский журнал TIME издал статью называвшуюся «Кто будет первым среди нас?» в которой преждевременно размышлялось о том, кто будет следующим папой римским «поскольку Иоанн Павел II приближается к закату своего папства». Лаги был внесён в список среди восьми кардиналов, которые рассматривались ведущими кандидатами; статья отождествляла Лаги как главу Конгрегации католического образования с консервативными рекомендациями. В 1997 году скандал «грязной войны» был широко выставлен, и, хотя Лаги отвергал обвинения, этим рассматривалось окончание его шанса на папство.

## Продолжение карьеры
Он возглавлял Конгрегацию католического образования до своей отставки 15 ноября 1999 года, а с 9 января 1999 года по 26 февраля 2002 года он был кардиналом-протодьяконом (самый долго служащий кардинал-дьякон), перед осуществлением своего права кардинала-дьякона постоянно в течение десяти лет, чтобы стать кардиналом-священником с титулом церкви Сан-Пьетро-ин-Винколи. В свой 80-й день рождения, 21 мая 2002 года, он стал не-выборщиком, чтобы голосовать на Папском Конклаве, но продолжал совершать специальные миссии для своего друга Иоанна Павла II.
В 2000 году Кардинал Лаги был предоставлен к F. Sadlier Dinger Award с учётом его выдающегося вклада в пастырство религиозного образования в Америке.

## Лаги — специальный папский посланник в США
1 марта 2003 года, кардинал Лаги, специальный папский посланник в Соединённых Штатах Америки, встречался с президентом Джорджем Уокером Бушем и передал просьбу папы римского, чтобы Соединённые Штаты Америки пересмотрели решение начать войну против Ирака. Буш фотографировался с Лаги и прокомментировал, что он был «старым другом семьи». В период президентства отца Буша, Джорджа Герберта Уокера Буша, Лаги, как апостольский нунций в США, был частым гостем первого президента Буша и его семьи.

## Смерть и похороны
Скончался кардинал Пио Лаги в воскресенье 11 января 2009 года, ранним утром, в больнице San Carlo di Nancy, в Риме, где он поправлялся от сердечно-сосудистой недостаточности, вызванной гематологической болезнью.
Осмотр тела имел место в больнице в этот же день. В понедельник тело покойного кардинала был перемещено в Ватикан. После получения новостей относительно смерти кардинала папа римский Бенедикт XVI помолился об вечном упокоении его души и послал телеграмму с соболезнованиями его племянницам и племянникам. Capella Papale стала местом похорон кардинала. Месса, отслуженная кардиналом Анджело Содано, кардиналом-епископом с титулом субурбикарных епархий Остии и Альбано и другими присутствующими кардиналами, прошла во вторник 13 января, в 11:00, в Папской Ватиканской базилике.
По окончании евхаристической церковной службы папа римский Бенедикт XVI обратился с речью к тем, кто присутствовал и проводившим под его председательством обряды Ultima Commendatio и Valedictio. Кардиналами были Роже Эчегарай, Джованни Баттиста Ре, Фрэнсис Аринзе, Йозеф Томко, Поль Пупар, Бернард Фрэнсис Лоу, Эдуардо Мартинес Сомало, Акилле Сильвестрини, Джованни Канестри, Камилло Руини, Сальваторе Де Джорджи, Иван Диас, Антонио Каньисарес Льовера, Эстанислао Эстебан Карлич, Дарио Кастрильон Ойос, Джованни Кели, Агостино Каччавиллан, Серджо Себастьяни, Зенон Грохолевский, Жозе Сарайва Мартинш, Хорхе Мария Мехиа, Вальтер Каспер, Жан-Луи Торан, Ренато Раффаэле Мартино, Франческо Маркизано, Хулиан Эрранс Касадо, Аттильо Никора, Жорж-Мари-Мартен Коттье, Франц Роде, Андреа Кордеро Ланца ди Монтедземола, Леонардо Сандри, Джон Патрик Фоли, Анджело Комастри, Раффаэле Фарина, Джованни Коппа, Урбано Наваретте Кортес. Среди присутствующих были кардиналы Игнатий Мусса I Дауд, Пауль Августин Майер, O.S.B., Хосе Санчес, Вирджилио Ноэ и Карло Фурно; архиепископы Фернандо Филони — заместитель Государственного Секретаря Святого престола по общим делам; Доминик Мамберти — секретарь по отношениям с государствами; монсеньор Фортунатус Нвачукву; 79-й Князь и Великий магистр Суверенного военного гостеприимного ордена Святого Иоанна, Иерусалима, Родоса и Мальты, фра Мэтью Фестинг, с делегацией. В первом ряду были племянницы и племянники покойного кардинала. В алтаре служили члены Папской Римской семинарии. Итальянский президент Джорджо Наполитано послал свои соболезнования в Ватикан, «воздавая должное страстности (кардинала Лаги) к великим международным проблемам». Тело покойного кардинала было захоронено в базилике кафедрального собора Фаэнцы по окончании евхаристической литургии, которая была отслужена в среду 14 января 2009 года, в 10:00.